# 藍毗尼摩耶夫人寺
27°28′10″N 83°16′33″E / 27.469554°N 83.275788°E
藍毗尼摩耶夫人寺（英語：Maya Devi Temple），是一座位於尼泊爾藍毗尼的古老佛寺。據佛教傳統，藍毗尼是公元前563年王后摩耶夫人誕下佛陀喬達摩·悉達多之地。藍毗尼於1997年被聯合國教科文組織列為世界文化遺產，為重要佛教聖地。

## 2013年的考古爭議
2013年11月，由英國杜倫大學考古系教授羅賓‧康寧漢和尼泊爾Pashupati地區發展信託基金的 Kosh Prasad Acharya 所領導的考古團隊，在藍毗尼摩耶夫人寺廟底部挖掘出一座年代久遠的木構神祠和磚石建築，以此作為佛陀出世於公元前六世纪的證據。 
研究人員的猜測在國際媒體上被廣泛報導，而科學界的其他成員大多對這一結論提出異議，倫敦大學學院南亞考古學講師朱莉婭·肖（Julia Shaw）表示這項發現仍需進一步研究。此外，牛津大學佛教學者理察貢布理奇則對此研究結論表示嚴厲批評
。

## 寺內環境

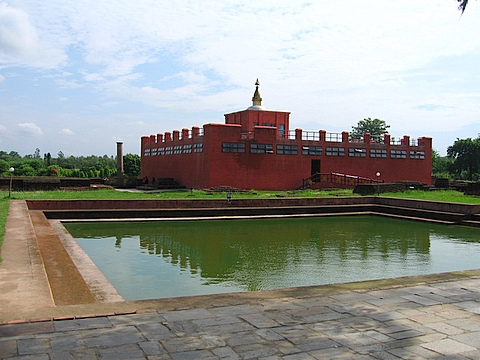
2006年的藍毗尼摩耶夫人寺內一景
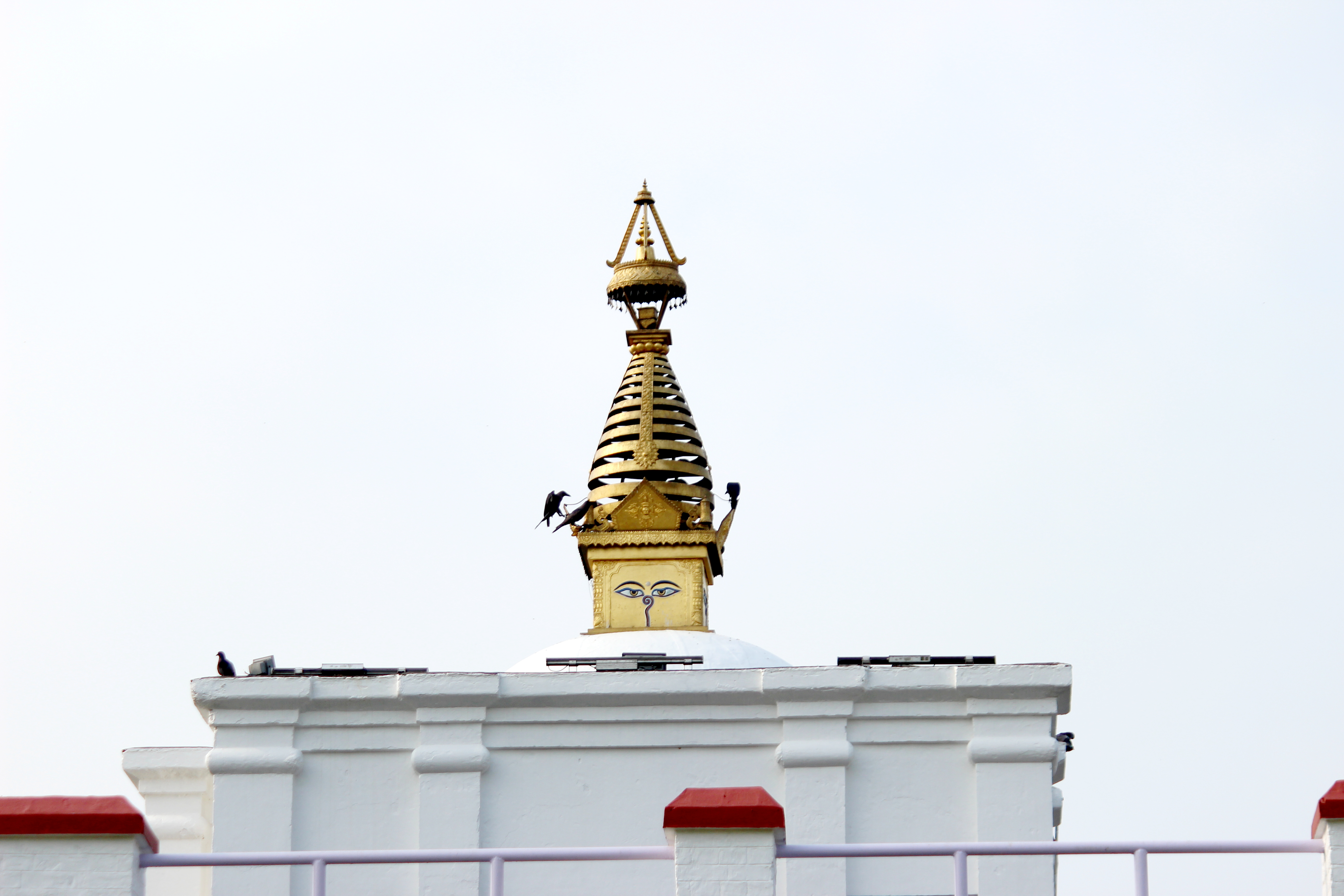
藍毗尼摩耶夫人寺頂近照
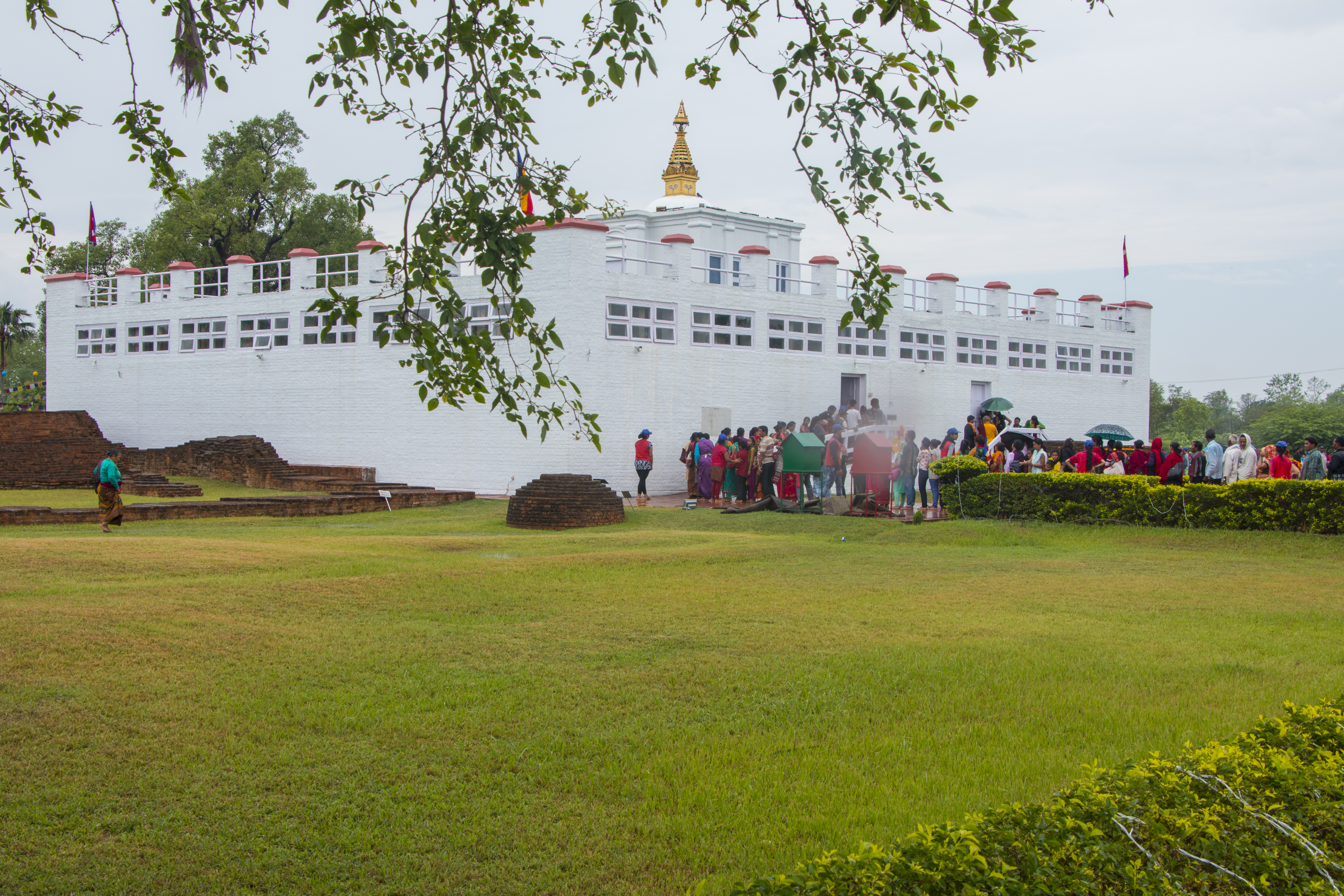
藍毗尼摩耶夫人寺內一景
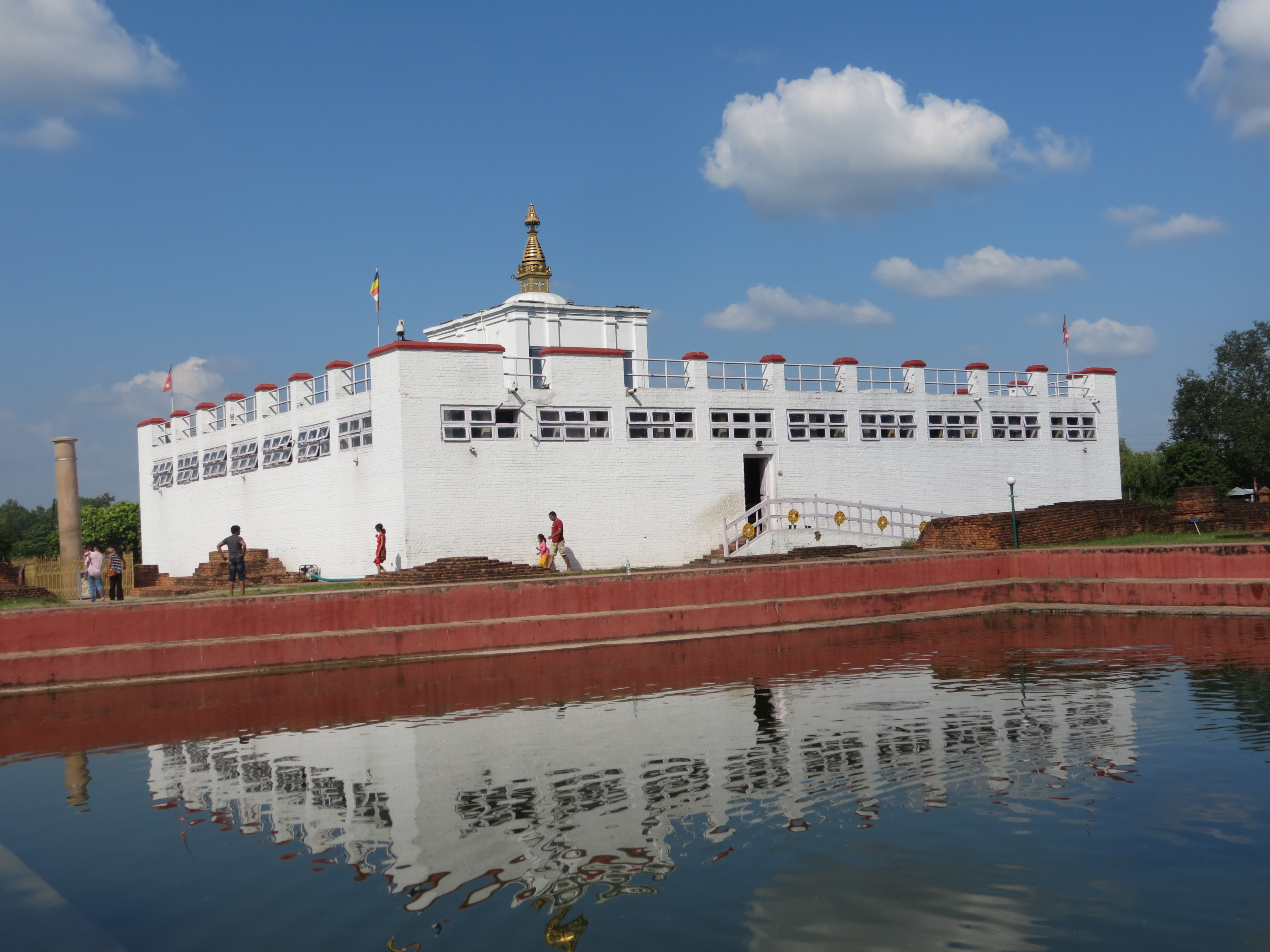
白色寺廟前有一座聖水池（Puskarni），據傳摩耶夫人生產前就在此沐浴淨身
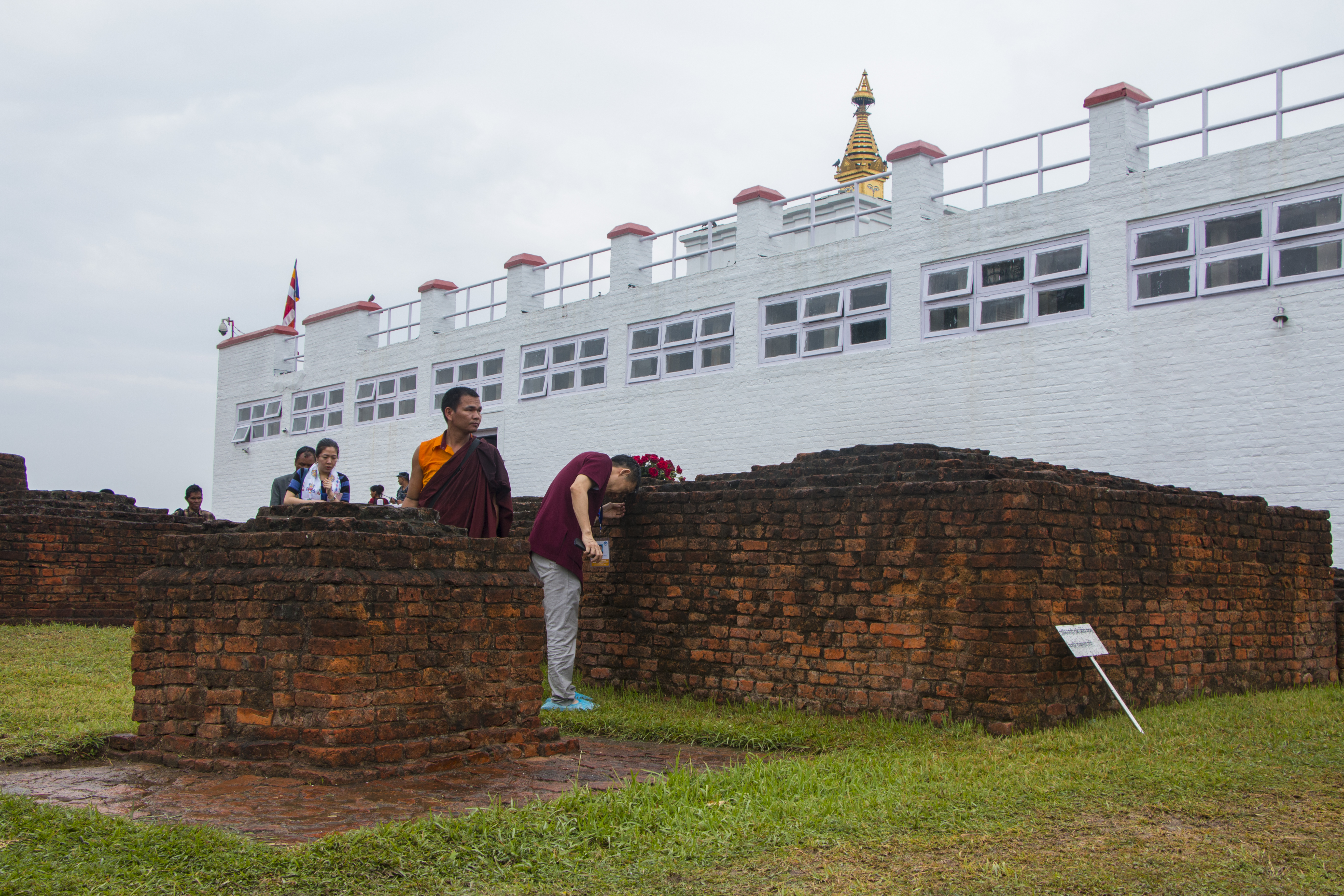
藍毗尼摩耶夫人寺內一景
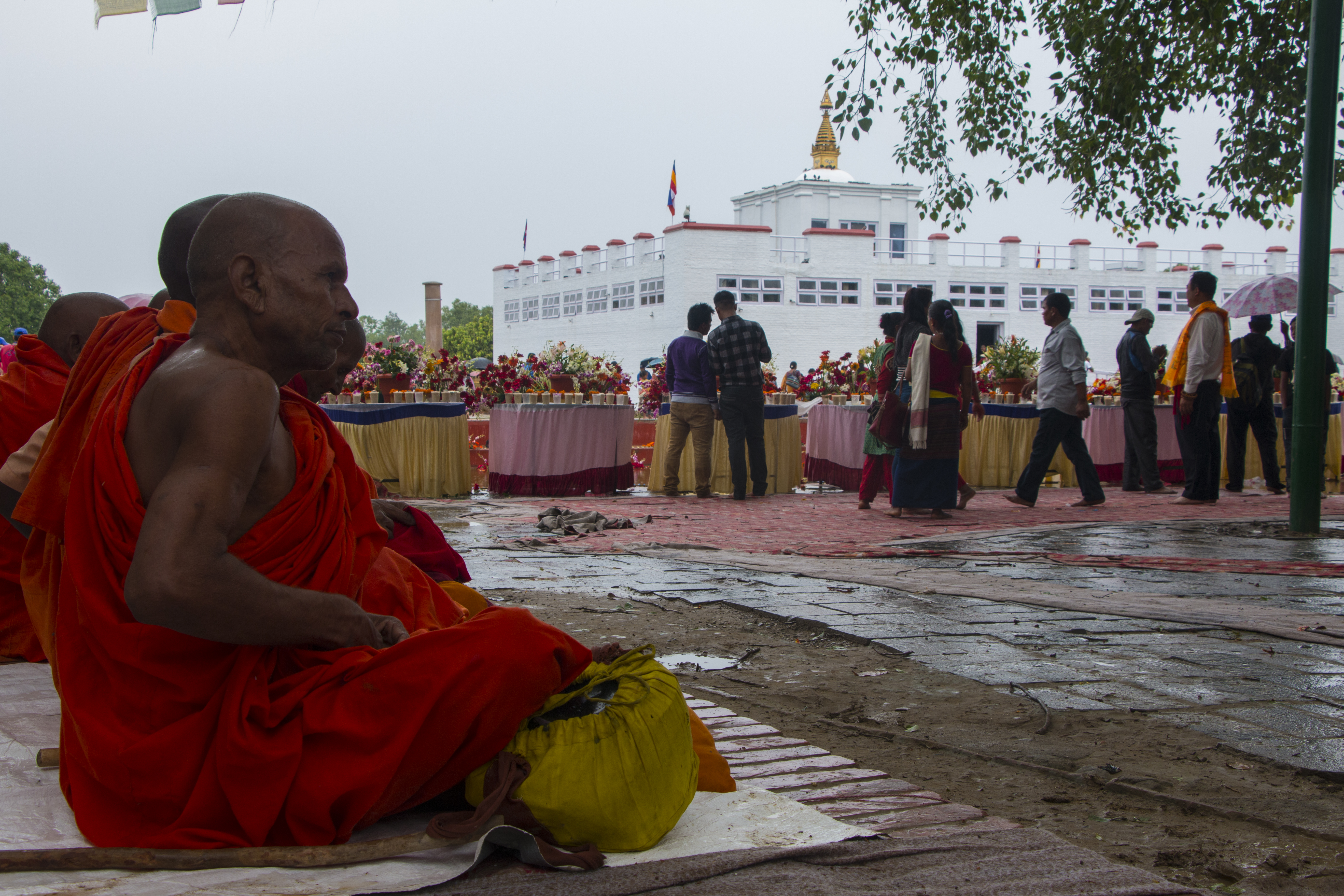
白色寺廟坐落在微微傾斜的高地上
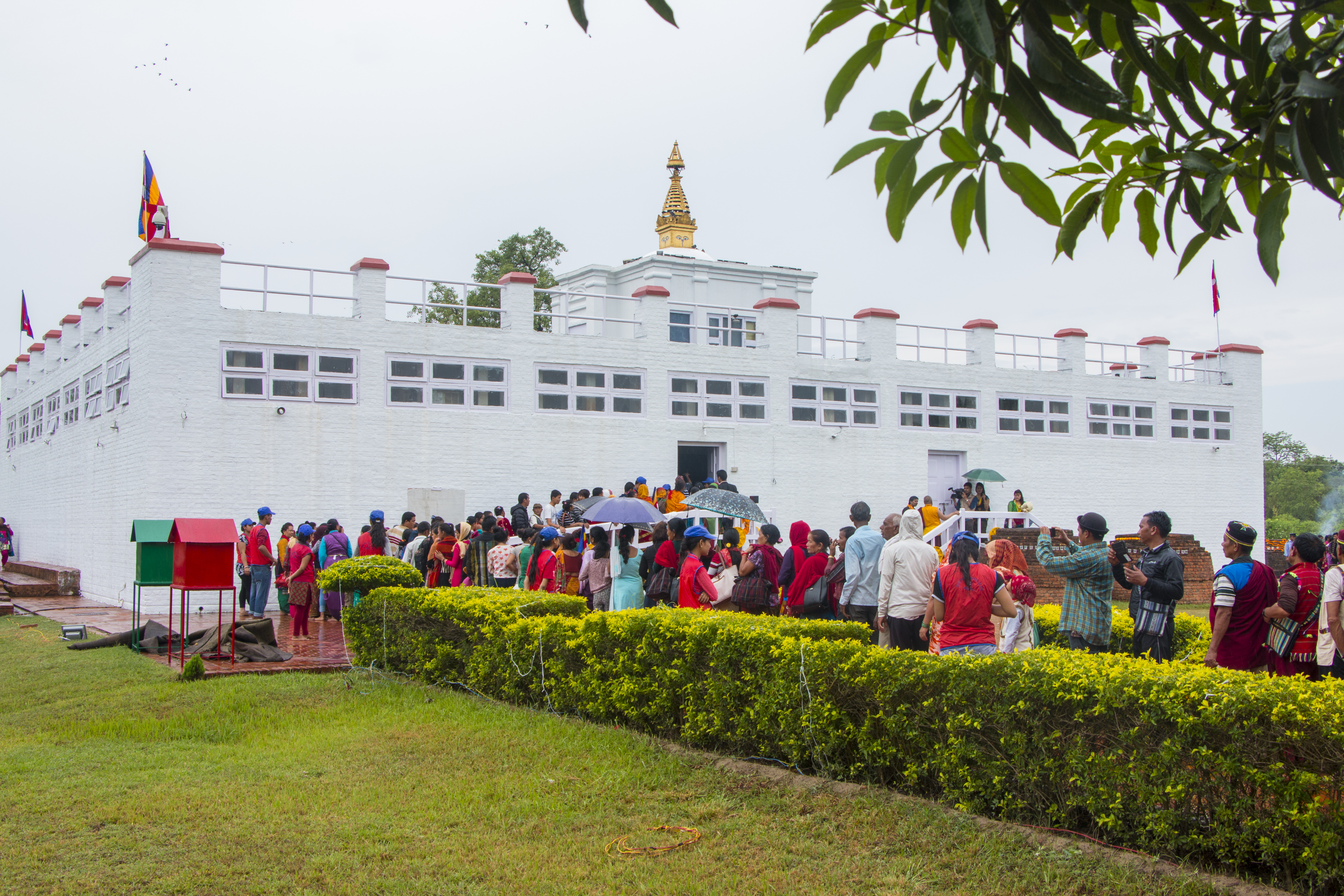
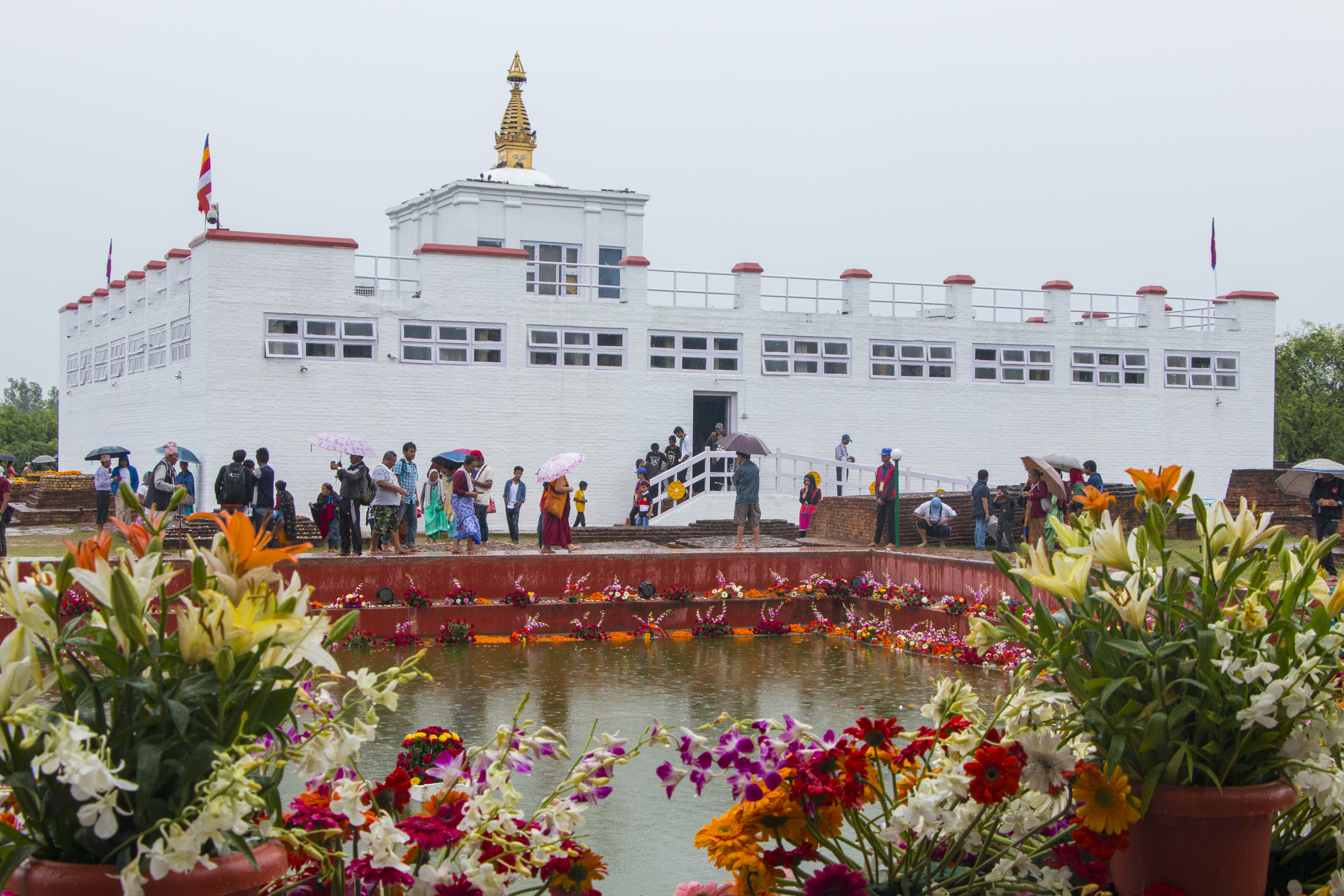
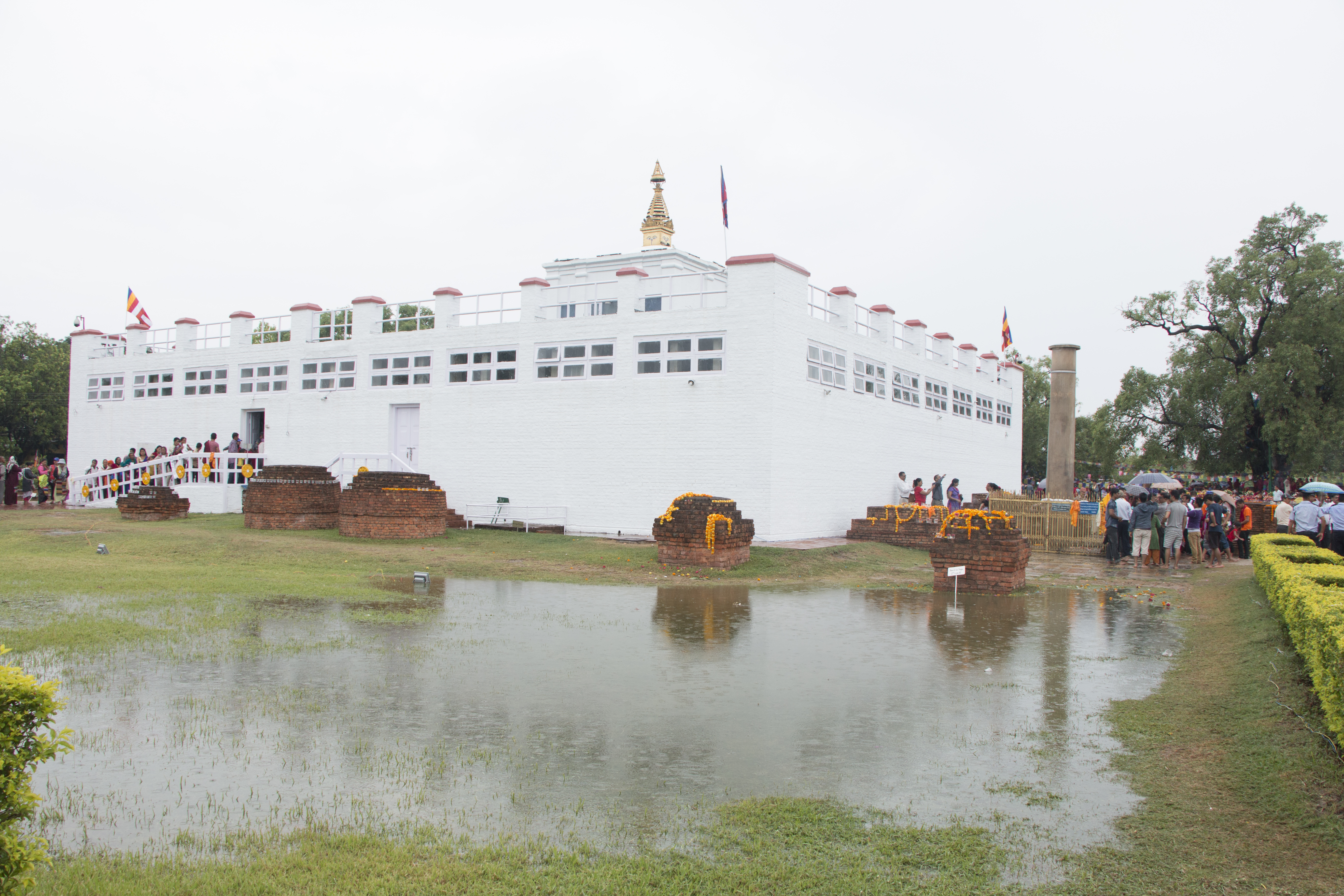
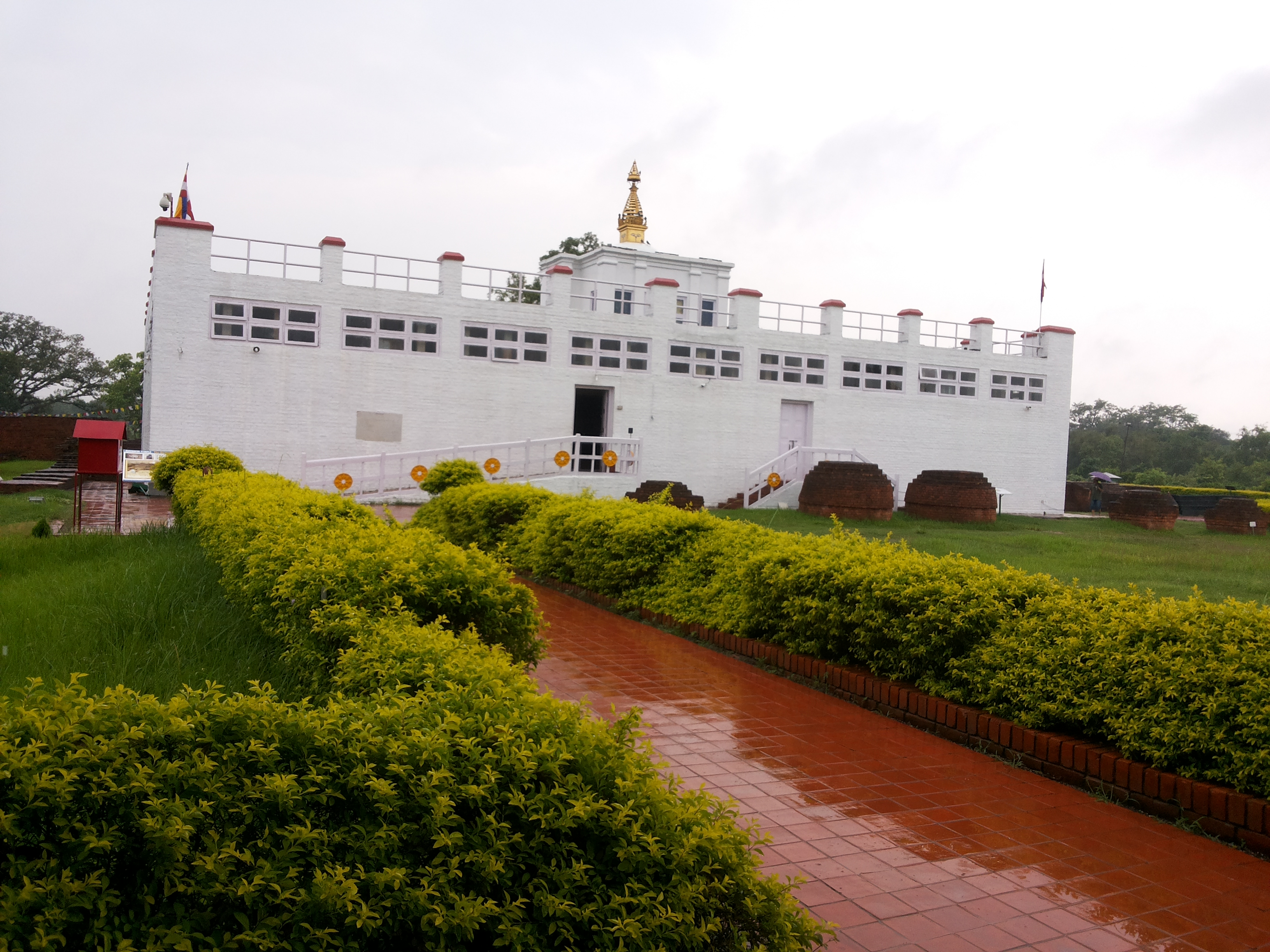

## 外部連結
- 佛母摩耶夫人